# بيدرو موتينهو
بيدرو موتينهو (بالبرتغالية: Pedro da Silva Moutinho) (9 سبتمبر 1979 بسانتو تريسو في البرتغال - ) هو لاعب كرة قدم برتغالي في مركز الهجوم. شارك مع منتخب البرتغال تحت 21 سنة لكرة القدم. أما مع النوادي، فقد لعب مع أتليتيكو بالياريس ونادي براشوف ونادي ريو أفي ونادي فالكيرك ونادي ماريتيمو ونادي ستنهاوسموير ونادي فاماليساو ونادي بينفايل وAEP Paphos FC ‏ وC.S. Marítimo B ‏.

## وصلات خارجية
- بيدرو موتينهو على موقع قاعدة بيانات كرة القدم.إي يو (الإنجليزية)
- بيدرو موتينهو على موقع Soccerbase.com (لاعب) (الإنجليزية)
- بيدرو موتينهو على موقع Soccerway.com (الإنجليزية)